# Alexis Indian Reserve 9
Alexis Indian Reserve 9 är ett reservat i Kanada.   Det ligger i provinsen British Columbia, i den södra delen av landet, 3 300 km väster om huvudstaden Ottawa.
I omgivningarna runt Alexis Indian Reserve 9 växer i huvudsak barrskog. Runt Alexis Indian Reserve 9 är det mycket glesbefolkat, med 3 invånare per kvadratkilometer.